# Gryon philippinense
Gryon philippinense är en stekelart som först beskrevs av William Harris Ashmead 1904.  Gryon philippinense ingår i släktet Gryon och familjen Scelionidae. Inga underarter finns listade i Catalogue of Life.